# Tag Adams
Tag Adams (hoặc thường xuyên xuất hiện với tên Chet Roberts) (sinh vào năm 1972 tại Hanover, Pennsylvania, Hoa Kỳ), là một diễn viên khiêu dâm đồng tính người Mỹ.

## Những bộ phim tiêu biểu

### Với tên Chet Roberts
- Billy's Tale (Chuyện của Bill)
- Drenched Part 1 (Ướt đẫm Phần 1)
- The Drenched Set (Hãy sẵn sàng Ướt đẫm)

### Với tên Tag Adams
- Pokin' in the Boys Room (Làm tình trong Phòng thay đồ Nam)
- Detention (Trại Giam)
- Tag Punished (Trừng phạt Tag)
- Bedroom Eyes (Ánh mắt trong phòng ngủ)

## Giải thưởng
- Người chiến thắng giải Grabby Awards 2004 cho Diễn viên Xuất sắc nhất và Cảnh đóng Khiêu dâm đôi Xuất sắc nhất với Aiden Shaw trong "Perfect Fit" (Hot House Entertainment)[1]
- Đề cử giải Grabby Awards 2007 cho Bottom (người nhận dương vật ở hậu môn) Xuất sắc nhất.[2]